# Женская сборная Ливана по баскетболу 3×3
Женская сборная Ливана по баскетболу 3×3 представляет Ливан на международных соревнованиях по баскетболу 3×3. Управляющим органом является Федерация баскетбола Ливана.
По состоянию на 1 сентября 2024, женская сборная Ливана по баскетболу 3×3 занимает 93-е место в мировом рейтинге ФИБА женских сборных по баскетболу 3×3.

## Результаты выступлений
| Турнир         | Золото | Серебро | Бронза | Всего |
| -------------- | ------ | ------- | ------ | ----- |
| Чемпионат Азии | —      | —       | —      | —     |
| Итого          | —      | —       | —      | —     |

### Чемпионат Азии по баскетболу 3x3
| Год        | Место          | Игры           | Победы         | Поражения      | Состав команды                                                  |
| ---------- | -------------- | -------------- | -------------- | -------------- | --------------------------------------------------------------- |
| Доха 2013  | 5              | 5              | 2              | 3              | Lea A*****, Celine Abi Ghosn, Magalie Gemayel, Ferial Al Jammal |
| 2017—н. в. | не участвовали | не участвовали | не участвовали | не участвовали | не участвовали                                                  |